# Жолудниця магрибська
Жолудниця магрибська (Eliomys munbyanus ) — гризун родини вовчкових (Gliridae).

## Поширення
Країни проживання: Алжир, Лівія, Марокко, Туніс, Західна Сахара. Висота проживання: від рівня моря до 3800 м. Зустрічається в широкому діапазоні середовищ існування від вологих лісів до напівпустель, і, можливо, пустелі, прибережні дюни, соснові ліси і гірські ліси кедра. Вони віддають перевагу скелястим місцям перебування, а іноді влітають в будівлі. Нічні та самітницькі, але мало що відомо про екологію цього виду.

## Загрози та охорона
Немає серйозних загроз для виду. Збувається в кількох охоронних територіях.